# Blizzard of Ozz Tour
Blizzard of Ozz Tour fue la primera gira realizada por el músico británico Ozzy Osbourne como solista, luego de su salida de la banda Black Sabbath. La gira se realizó en soporte del álbum debut de Osbourne, Blizzard of Ozz, y cubrió el Reino Unido, Estados Unidos y Canadá entre el 12 de septiembre de 1980 y el 13 de septiembre de 1981.

## Personal

### Europa
- Ozzy Osbourne – voz
- Randy Rhoads – guitarra
- Bob Daisley – bajo
- Lee Kerslake – batería
- Lindsay Bridgwater – teclados

### Norteamérica
- Ozzy Osbourne – voz
- Randy Rhoads – guitarra
- Rudy Sarzo – bajo
- Tommy Aldridge – batería
- Lindsay Bridgwater – teclados

## Lista de canciones

### Europa
"O Fortuna" (canción de Carl Orff) [Introducción]
1. "I Don't Know"
2. "You Lookin' at Me Lookin' at You"
3. "Crazy Train"
4. "Goodbye to Romance"
5. "No Bone Movies"
6. "Mr Crowley"
7. "Revelation Mother Earth"
8. "Suicide Solution"
9. Solo de Randy Rhoads
10. Solo de Lee Kerslake
11. "Iron Man (canción)" y "Children of the Grave" (canciones de Black Sabbath)
12. "Steal Away the Night"
13. "Paranoid" (canción de Black Sabbath)

### Norteamérica
"O Fortuna" [Introducción]
1. "I Don't Know"
2. "Crazy Train"
3. "Believer"
4. "Mr Crowley"
5. "Flying High Again"
6. "Revelation Mother Earth"
7. "Steal Away the Night"
8. Solo de Tommy Aldridge
9. "No Bone Movies"
10. "Suicide Solution"
11. "Iron Man" and "Children of the Grave" (canciones de Black Sabbath)
12. "Paranoid" (canción de Black Sabbath)

## Fechas
| Fecha                                                                                 | Ciudad            | País           | Escenario                                                                    |
| Europa                                                                                | Europa            | Europa         | Europa                                                                       |
| ------------------------------------------------------------------------------------- | ----------------- | -------------- | ---------------------------------------------------------------------------- |
| 14 de agosto de 1980                                                                  | Edinburg          | Escocia        | Edinburgh Nite Club                                                          |
| 15 de agosto de 1980                                                                  | Newcastle         | Inglaterra     | "The Mayfair" Ballroom                                                       |
| 19 de agosto de 1980                                                                  | Mánchester        | Inglaterra     | Rotter's Nightclub                                                           |
| 24 de agosto de 1980                                                                  | Reading           | Inglaterra     | Little John's Farm                                                           |
| Sesiones privadas                                                                     |                   |                |                                                                              |
| 3 de septiembre de 1980                                                               | Blackpool         | Inglaterra     | "Norbreck Castle" Nightclub                                                  |
| 5 de septiembre de 1980                                                               | West Runton       | Inglaterra     | West Runton Pavilion                                                         |
| Europa                                                                                |                   |                |                                                                              |
| 12 de septiembre de 1980                                                              | Glasgow           | Escocia        | The Apollo                                                                   |
| 13 de septiembre de 1980                                                              | Dundee            | Escocia        | Caird Hall                                                                   |
| 15 de septiembre de 1980                                                              | Edinburgo         | Escocia        | Edinburgh Odeon                                                              |
| 17 de septiembre de 1980                                                              | Newcastle         | Inglaterra     | Newcastle City Hall                                                          |
| 18 de septiembre de 1980                                                              | Bradford          | Inglaterra     | St George's Hall                                                             |
| 20 de septiembre de 1980                                                              | Londres           | Inglaterra     | Hammersmith Odeon                                                            |
| 23 de septiembre de 1980                                                              | Mánchester        | Inglaterra     | Manchester Apollo                                                            |
| 24 de septiembre de 1980                                                              | Coventry          | Inglaterra     | Coventry Theatre                                                             |
| 26 de septiembre de 1980                                                              | Liverpool         | Inglaterra     | Royal Court Theatre                                                          |
| 28 de septiembre de 1980                                                              | Birmingham        | Inglaterra     | Birmingham Odeon                                                             |
| 29 de septiembre de 1980                                                              | Leicester         | Inglaterra     | De Montfort Hall                                                             |
| 1 de octubre de 1980                                                                  | Oxford            | Inglaterra     | New Theatre Oxford                                                           |
| 2 de octubre de 1980                                                                  | Southampton       | Inglaterra     | Southampton Gaumont Theatre                                                  |
| 3 de octubre de 1980                                                                  | Stoke             | Inglaterra     | King's Hall                                                                  |
| 5 de octubre de 1980                                                                  | Derby             | Inglaterra     | Assembly Rooms                                                               |
| 6 de octubre de 1980                                                                  | Blackburn         | Inglaterra     | King George's Hall                                                           |
| 7 de octubre de 1980                                                                  | Sheffield         | Inglaterra     | Sheffield City Hall                                                          |
| 9 de octubre de 1980                                                                  | Cardiff           | Gales          | Sophia Gardens Pavilion                                                      |
| 10 de octubre de 1980                                                                 | Taunton           | Inglaterra     | Taunton Odeon Theatre                                                        |
| 11 de octubre de 1980                                                                 | Poole             | Inglaterra     | The Lighthouse                                                               |
| 13 de octubre de 1980                                                                 | Malvern           | Inglaterra     | Malvern Winter Gardens                                                       |
| 14 de octubre de 1980                                                                 | Brighton          | Inglaterra     | Brighton Dome                                                                |
| 16 de octubre de 1980                                                                 | Wolverhampton     | Inglaterra     | Wolverhampton Civic Hall                                                     |
| 17 de octubre de 1980                                                                 | Newcastle         | Inglaterra     | Mayfair Ballroom                                                             |
| 18 de octubre de 1980                                                                 | Hull              | Inglaterra     | Hull City Hall                                                               |
| 20 de octubre de 1980                                                                 | Bristol           | Inglaterra     | Colston Hall                                                                 |
| 21 de octubre de 1980                                                                 | Canterbury        | Inglaterra     | Canterbury Odeon                                                             |
| 22 de octubre de 1980                                                                 | Chelmsford        | Inglaterra     | Chelmsford Odeon                                                             |
| 23 de octubre de 1980                                                                 | Ipswich           | Inglaterra     | Ipswich Gaumont Theatre                                                      |
| 26 de octubre de 1980                                                                 | Londres           | Inglaterra     | Hammersmith Odeon                                                            |
| 28 de octubre de 1980                                                                 | Sunderland        | Inglaterra     | Mayfair Theatre                                                              |
| 29 de octubre de 1980                                                                 | Middlesbrough     | Inglaterra     | Middlesbrough Town Hall                                                      |
| 31 de octubre de 1980                                                                 | Brighton          | Inglaterra     | Brighton Dome                                                                |
| 1 de noviembre de 1980                                                                | Canterbury        | Inglaterra     | Canterbury Odeon Theatre (última presentación de Bob Daisley y Lee Kerslake) |
| 8 de noviembre de 1980                                                                | Nottingham        | Inglaterra     | The Boat Club                                                                |
| Norteamérica (primera etapa) Junto a Motörhead (22 de abril – 18 de julio de 1981)    |                   |                |                                                                              |
| 22 de abril de 1981                                                                   | Towson            | Estados Unidos | Towson Center (primer concierto de Rudy Sarzo y Tommy Aldridge)              |
| 23 de abril de 1981                                                                   | Harrisburg        | Estados Unidos | Harrisburg Forum Auditorium                                                  |
| 24 de abril de 1981                                                                   | Passaic           | Estados Unidos | Capitol Theatre                                                              |
| 25 de abril de 1981                                                                   | Upper Darby       | Estados Unidos | Tower Theater                                                                |
| 26 de abril de 1981                                                                   | Bethlehem         | Estados Unidos | Stabler Arena                                                                |
| 28 de abril de 1981                                                                   | Ogden             | Estados Unidos | 31 Studios                                                                   |
| 29 de abril de 1981                                                                   | Rochester         | Estados Unidos | Rochester Auditorium                                                         |
| 30 de abril de 1981                                                                   | Syracuse          | Estados Unidos | Landmark Theatre                                                             |
| 1 de mayo de 1981                                                                     | Boston            | Estados Unidos | Orpheum Theatre                                                              |
| 2 de mayo de 1981                                                                     | Nueva York        | Estados Unidos | Palladium                                                                    |
| 3 de mayo de 1981                                                                     | Poughkeepsie      | Estados Unidos | Mid-Hudson Civic Center                                                      |
| 4 de mayo de 1981                                                                     | Springfield       | Estados Unidos | Springfield Civic Arena                                                      |
| 6 de mayo de 1981                                                                     | Buffalo           | Estados Unidos | Shea's Performing Arts Center                                                |
| 8 de mayo de 1981                                                                     | Johnstown         | Estados Unidos | Cambria County War Memorial Arena                                            |
| 9 de mayo de 1981                                                                     | Trotwood          | Estados Unidos | Hara Arena                                                                   |
| 10 de mayo de 1981                                                                    | Toledo            | Estados Unidos | Toledo Sports Arena                                                          |
| 11 de mayo de 1981                                                                    | Cleveland         | Estados Unidos | Cleveland Music Hall (Primeras 13 canciones del álbum Tribute)               |
| 12 de mayo de 1981                                                                    | Erie              | Estados Unidos | Erie County Field House                                                      |
| 13 de mayo de 1981                                                                    | Columbus          | Estados Unidos | Columbus Veterans Memorial Auditorium                                        |
| 15 de mayo de 1981                                                                    | Louisville        | Estados Unidos | Louisville Gardens                                                           |
| 16 de mayo de 1981                                                                    | Saginaw           | Estados Unidos | Wendler Arena                                                                |
| 18 de mayo de 1981                                                                    | Indianápolis      | Estados Unidos | Indianapolis Convention Center Arena                                         |
| 19 de mayo de 1981                                                                    | Detroit           | Estados Unidos | Detroit Masonic Temple                                                       |
| 20 de mayo de 1981                                                                    | Milwaukee         | Estados Unidos | Riverside Theater                                                            |
| 22 de mayo de 1981                                                                    | St. Louis         | Estados Unidos | Checkerdome                                                                  |
| 23 de mayo de 1981                                                                    | Rockford          | Estados Unidos | Rockford Metro Center                                                        |
| 24 de mayo de 1981                                                                    | Chicago           | Estados Unidos | Aragon Ballroom                                                              |
| 25 de mayo de 1981                                                                    | Minneapolis       | Estados Unidos | East River Flats Park                                                        |
| 28 de mayo de 1981                                                                    | Omaha             | Estados Unidos | Omaha Music Hall                                                             |
| 30 de mayo de 1981                                                                    | Tulsa             | Estados Unidos | Brady Theater                                                                |
| 31 de mayo de 1981                                                                    | Austin            | Estados Unidos | Austin Municipal Auditorium                                                  |
| 2 de junio de 1981                                                                    | Kansas City       | Estados Unidos | Memorial Hall                                                                |
| 4 de junio de 1981                                                                    | San Antonio       | Estados Unidos | San Antonio Convention Center Arena                                          |
| 5 de junio de 1981                                                                    | Fort Worth        | Estados Unidos | Will Rogers Memorial Coliseum                                                |
| 6 de junio de 1981                                                                    | Beaumont          | Estados Unidos | Fair Park Coliseum                                                           |
| 7 de junio de 1981                                                                    | Houston           | Estados Unidos | Sam Houston Coliseum                                                         |
| Norteamérica (segunda etapa)                                                          |                   |                |                                                                              |
| 18 de junio de 1981                                                                   | Denver            | Estados Unidos | Rainbow Music Hall                                                           |
| 19 de junio de 1981                                                                   | Colorado Springs  | Estados Unidos | Colorado Springs City Auditorium                                             |
| 21 de junio de 1981                                                                   | El Paso, Texas    | Estados Unidos | El Paso County Coliseum                                                      |
| 23 de junio de 1981                                                                   | Tucson            | Estados Unidos | Tucson Community Center Arena                                                |
| 24 de junio de 1981                                                                   | Phoenix           | Estados Unidos | Arizona Veterans Memorial Coliseum                                           |
| 25 de junio de 1981                                                                   | Las Vegas         | Estados Unidos | The AXIS                                                                     |
| 26 de junio de 1981                                                                   | San Diego         | Estados Unidos | Copley Symphony Hall                                                         |
| 27 de junio de 1981                                                                   | Long Beach        | Estados Unidos | Long Beach Arena                                                             |
| 28 de junio de 1981                                                                   | Tempe             | Estados Unidos | ASU Activity Center                                                          |
| 30 de junio de 1981                                                                   | Fresno            | Estados Unidos | Selland Arena                                                                |
| 2 de julio de 1981                                                                    | San Bernardino    | Estados Unidos | Swing Auditorium                                                             |
| 3 de julio de 1981                                                                    | Bakersfield       | Estados Unidos | Kern County Fairgrounds Pavilion                                             |
| 4 de julio de 1981                                                                    | Oakland           | Estados Unidos | Oakland Coliseum                                                             |
| 5 de julio de 1981                                                                    | Santa Cruz        | Estados Unidos | Santa Cruz Civic Auditorium                                                  |
| 6 de julio de 1981                                                                    | Reno              | Estados Unidos | Washoe County Fairgrounds Pavilion                                           |
| 7 de julio de 1981                                                                    | Redding           | Estados Unidos | Redding Civic Auditorium                                                     |
| 9 de julio de 1981                                                                    | Eugene            | Estados Unidos | McArthur Court                                                               |
| 10 de julio de 1981                                                                   | Yakima            | Estados Unidos | Yakima Speedway                                                              |
| 11 de julio de 1981                                                                   | Portland          | Estados Unidos | Paramount Theatre                                                            |
| 12 de julio de 1981                                                                   | Seattle           | Estados Unidos | Paramount Theatre                                                            |
| 14 de julio de 1981                                                                   | Victoria          | Canadá         | Victoria Memorial Arena                                                      |
| 15 de julio de 1981                                                                   | Vancouver         | Canadá         | Kerrisdale Arena                                                             |
| 17 de julio de 1981                                                                   | Edmonton          | Canadá         | Kinsmen Field House                                                          |
| 18 de julio de 1981                                                                   | Calgary           | Canadá         | Max Bell Centre                                                              |
| 20 de julio de 1981                                                                   | Winnipeg          | Canadá         | Winnipeg Arena                                                               |
| 23 de julio de 1981                                                                   | Kitchener         | Canadá         | Raffi Armenian Theatre                                                       |
| 24 de julio de 1981                                                                   | London, Ontario   | Canadá         | London Gardens                                                               |
| 25 de julio de 1981                                                                   | Hamilton          | Canadá         | Hamilton Place Theatre                                                       |
| 26 de julio de 1981                                                                   | Kingston, Ontario | Canadá         | Jacques Hardy Arena                                                          |
| 27 de julio de 1981                                                                   | Toronto           | Canadá         | Maple Leaf Gardens                                                           |
| 28 de julio de 1981                                                                   | Montreal          | Canadá         | Théâtre Saint-Denis                                                          |
| 29 de julio de 1981                                                                   | Ottawa            | Canadá         | Ottawa Civic Arena                                                           |
| Europa                                                                                |                   |                |                                                                              |
| 1 de agosto de 1981                                                                   | Burslem           | Inglaterra     | Vale Park                                                                    |
| Norteamérica (etapa final) Junto a Def Leppard (2 de agosto–13 de septiembre de 1981) |                   |                |                                                                              |
| 2 de agosto de 1981                                                                   | New Haven         | Estados Unidos | New Haven Coliseum                                                           |
| 4 de agosto de 1981                                                                   | Glens Falls       | Estados Unidos | Glens Falls Civic Center                                                     |
| 5 de agosto de 1981                                                                   | Portland, Maine   | Estados Unidos | Cumberland County Civic Arena                                                |
| 6 de agosto de 1981                                                                   | Bangor            | Estados Unidos | Bangor Auditorium                                                            |
| 7 de agosto de 1981                                                                   | Providence        | Estados Unidos | Providence Performing Arts Center                                            |
| 8 de agosto de 1981                                                                   | South Fallsburg   | Estados Unidos | Music Mountain Theater                                                       |
| 9 de agosto de 1981                                                                   | South Yarmouth    | Estados Unidos | Cape Cod Coliseum                                                            |
| 11 de agosto de 1981                                                                  | Pittsburgh        | Estados Unidos | Stanley Theatre                                                              |
| 12 de agosto de 1981                                                                  | Utica             | Estados Unidos | Utica Memorial Auditorium                                                    |
| 13 de agosto de 1981                                                                  | Binghamton        | Estados Unidos | Broome County Veterans Memorial Arena                                        |
| 14 de agosto de 1981                                                                  | Hempstead         | Estados Unidos | Nassau Coliseum                                                              |
| 15 de agosto de 1981                                                                  | Asbury Park       | Estados Unidos | Asbury Park Convention Hall                                                  |
| 16 de agosto de 1981                                                                  | Columbia          | Estados Unidos | Merriweather Post Pavilion                                                   |
| 18 de agosto de 1981                                                                  | Norfolk           | Estados Unidos | Premier Theater                                                              |
| 19 de agosto de 1981                                                                  | Roanoke           | Estados Unidos | Roanoke Civic Arena                                                          |
| 21 de agosto de 1981                                                                  | Evansville        | Estados Unidos | Mesker Amphitheatre                                                          |
| 22 de agosto de 1981                                                                  | Hoffman Estates   | Estados Unidos | Poplar Creek Music Theater                                                   |
| 23 de agosto de 1981                                                                  | East Troy         | Estados Unidos | Alpine Valley Music Theatre                                                  |
| 24 de agosto de 1981                                                                  | Ashwaubenon       | Estados Unidos | Brown County Veterans Memorial Arena                                         |
| 25 de agosto de 1981                                                                  | Davenport         | Estados Unidos | Palmer Alumni Auditorium                                                     |
| 27 de agosto de 1981                                                                  | Fort Wayne        | Estados Unidos | Foellinger Theater                                                           |
| 28 de agosto de 1981                                                                  | Indianápolis      | Estados Unidos | Hilbert Circle Theatre                                                       |
| 29 de agosto de 1981                                                                  | South Bend        | Estados Unidos | Morris Civic Auditorium                                                      |
| 30 de agosto de 1981                                                                  | Grand Rapids      | Estados Unidos | Welsh Auditorium                                                             |
| 31 de agosto de 1981                                                                  | Clarkston         | Estados Unidos | Pine Knob Music Theatre                                                      |
| 2 de septiembre de 1981                                                               | Springfield       | Estados Unidos | Prairie Capital Convention Center Arena                                      |
| 3 de septiembre de 1981                                                               | Memphis           | Estados Unidos | Orpheum Theatre                                                              |
| 4 de septiembre de 1981                                                               | Atlanta           | Estados Unidos | Fox Theatre                                                                  |
| 5 de septiembre de 1981                                                               | Fayetteville      | Estados Unidos | Cumberland County Memorial Arena                                             |
| 6 de septiembre de 1981                                                               | Charlotte         | Estados Unidos | Grady Cole Center                                                            |
| 8 de septiembre de 1981                                                               | Columbus          | Estados Unidos | Municipal Auditorium                                                         |
| 9 de septiembre de 1981                                                               | Tampa             | Estados Unidos | Curtis Hixon Hall                                                            |
| 10 de septiembre de 1981                                                              | Fort Pierce       | Estados Unidos | St. Lucie County Civic Arena                                                 |
| 11 de septiembre de 1981                                                              | Sunrise           | Estados Unidos | Sunrise Musical Theater                                                      |
| 12 de septiembre de 1981                                                              | Sunrise           | Estados Unidos | Sunrise Musical Theater                                                      |
| 13 de septiembre de 1981                                                              | Jacksonville      | Estados Unidos | Jacksonville Exhibition Hall                                                 |
| 13 de septiembre de 1981                                                              | Daytona Beach     | Estados Unidos | Peabody Auditorium                                                           |